# Зелень (Сарненський район)
Зе́лень (раніше — Нивки) — село в Україні, у Дубровицькій міській громаді Сарненського району Рівненської області. До 2020 року підпорядковувалося Сварицевицькій сільській раді. з центром в селі Сварицевичі. Відповідно до Розпорядження Кабінету Міністрів України від 12 червня 2020 року № 722-р «Про визначення адміністративних центрів та затвердження територій територіальних громад Рівненської області» увійшло до складу Дубровицької міської громади. 
Населення становить 626 осіб (2011).

## Назва
Раніше називалося Нивки. Польською мовою згадується як Zielin.

## Географія
Площа села — 0,84 км². Поблизу села — річка Стубла. Згідно з дослідженням 2017 року, за яким оцінювалися масштаби антропогенної трансформації території Дубровицького району внаслідок несанкціонованого видобутку бурштину, екологічна ситуація села характеризувалася як «сприятлива».

### Клімат
Клімат у селі вологий континентальний («Dfb» за класифікацією кліматів Кеппена). Опадів 599 мм на рік. Найменша кількість опадів спостерігається в березні й сягає у середньому 28 мм. Найбільша кількість опадів випадає в червні — близько 85 мм. Різниця в опадах між сухими та вологими місяцями становить 57 мм. Пересічна температура січня — -5,6 °C, липня — 18,5 °C. Річна амплітуда температур становить 24,1 °C.
| Клімат Зелені                     | Клімат Зелені | Клімат Зелені | Клімат Зелені | Клімат Зелені | Клімат Зелені | Клімат Зелені | Клімат Зелені | Клімат Зелені | Клімат Зелені | Клімат Зелені | Клімат Зелені | Клімат Зелені | Клімат Зелені |
| Показник                          | Січ.          | Лют.          | Бер.          | Квіт.         | Трав.         | Черв.         | Лип.          | Серп.         | Вер.          | Жовт.         | Лист.         | Груд.         | Рік           |
| Середній максимум, °C             | −2,6          | −1,3          | 3,5           | 12,3          | 19,2          | 22,8          | 23,8          | 23,0          | 18,2          | 11,8          | 4,8           | 0,0           | 11,3          |
| Середня температура, °C           | −5,6          | −4,5          | −0,2          | 7,4           | 13,6          | 17,4          | 18,5          | 17,6          | 13,2          | 7,8           | 2,3           | −2,5          | 7,1           |
| Середній мінімум, °C              | −8,5          | −7,6          | −3,8          | 2,6           | 8,1           | 12,0          | 13,2          | 12,2          | 8,3           | 3,8           | −0,1          | −5            | 2,9           |
| Норма опадів, мм                  | 35            | 29            | 28            | 40            | 56            | 85            | 79            | 64            | 57            | 45            | 40            | 41            | 599           |
| --------------------------------- | ------------- | ------------- | ------------- | ------------- | ------------- | ------------- | ------------- | ------------- | ------------- | ------------- | ------------- | ------------- | ------------- |
| Джерело: Climate-Data.org (англ.) |               |               |               |               |               |               |               |               |               |               |               |               |               |

## Історія
Село вперше згадується 1801 року. До 1917 року село входило до складу Російської імперії. У 1918—1920 роки нетривалий час перебувало в складі Української Народної Республіки. У 1921—1939 роки входило до складу Польщі. У 1921 році село входило до складу гміни Вичівка Пінського повіту Поліського воєводства Польської Республіки.
З 1939 року — у складі Рівненської області УРСР. У 1947 році село Зелень підпорядковувалося Зеленській сільській раді Висоцького району Ровенської області УРСР.
Відповідно до прийнятої в грудні 1989 року постанови Ради Міністрів УРСР село занесене до переліку населених пунктів, які зазнали радіоактивного забруднення внаслідок аварії на Чорнобильській АЕС, жителям виплачувалася грошова допомога. Згідно з постановою Кабінету Міністрів Української РСР, ухваленою в липні 1991 року, село належало до зони гарантованого добровільного відселення. На кінець 1993 року забруднення ґрунтів становило 0,76 Кі/км² (137Cs + 134Cs), молока — 7,56 мКі/л (137Cs + 134Cs), картоплі — 0,55 мКі/кг (137Cs + 134Cs), сумарна доза опромінення — 189 мбер, з якої: зовнішнього — 10 мбер, загальна від радіонуклідів — 179 мбер (з них Cs — 168 мбер).

## Населення
Станом на 1 січня 2011 року населення села становить 626 осіб. Густота населення — 760,71 особи/км².
Станом на 10 вересня 1921 року в селі налічувалося 58 будинків та 339 мешканців, з них: 174 чоловіки та 165 жінок; 335 православних та 4 юдеї; 324 українців (русинів) та 15 поляків.
Згідно з переписом УРСР 1989 року чисельність наявного населення села становила 606 осіб, з яких 297 чоловіків та 309 жінок. На кінець 1993 року в селі мешкало 639 жителів, з них 226 — дітей.
За переписом населення України 2001 року в селі мешкало 629 осіб.

### Мова
Розподіл населення за рідною мовою за даними перепису 2001 року:
| Мова       | Відсоток |
| ---------- | -------- |
| українська | 99,84 %  |
| білоруська | 0,16 %   |

### Вікова і статева структура
Структура жителів села за віком і статтю (станом на 2011 рік):
| Вік   | Чоловіків | Жінок | Разом |
| ----- | --------- | ----- | ----- |
| 0-17  | 80        | 80    | 160   |
| 18-39 | 78        | 78    | 156   |
| 40-59 | 75        | 75    | 150   |
| 60+   | 76        | 84    | 160   |
| Разом | 309       | 317   | 626   |

### Соціально-економічні показники
| Працездатне населення | Працездатне населення | Працездатне населення | Працездатне населення | Працездатне населення | Працездатне населення | Непрацездатне населення | Непрацездатне населення | Непрацездатне населення | Непрацездатне населення | Непрацездатне населення | Непрацездатне населення | Все населення |
| Чоловіки              | Чоловіки              | Жінки                 | Жінки                 | Разом                 | Разом                 | Чоловіки                | Чоловіки                | Жінки                   | Жінки                   | Разом                   | Разом                   | 626           |
| ос.                   | %                     | ос.                   | %                     | ос.                   | %                     | ос.                     | %                       | ос.                     | %                       | ос.                     | %                       | 626           |
| --------------------- | --------------------- | --------------------- | --------------------- | --------------------- | --------------------- | ----------------------- | ----------------------- | ----------------------- | ----------------------- | ----------------------- | ----------------------- | ------------- |
| 155                   | 25                    | 172                   | 27                    | 327                   | 53                    | 128                     | 20                      | 162                     | 26                      | 290                     | 47                      | 626           |

| Зайняті  | Зайняті  | Зайняті | Зайняті | Зайняті | Зайняті | Безробітні | Безробітні | Безробітні | Безробітні | Безробітні | Безробітні | Все населення |
| Чоловіки | Чоловіки | Жінки   | Жінки   | Разом   | Разом   | Чоловіки   | Чоловіки   | Жінки      | Жінки      | Разом      | Разом      | 626           |
| ос.      | %        | ос.     | %       | ос.     | %       | ос.        | %          | ос.        | %          | ос.        | %          | 626           |
| -------- | -------- | ------- | ------- | ------- | ------- | ---------- | ---------- | ---------- | ---------- | ---------- | ---------- | ------------- |
| 68       | 3        | 182     | 7       | 250     | 10      | 642        | 25         | 575        | 22         | 1217       | 47         | 626           |

| Дорослі | Діти | Пенсіонери | Інваліди Німецько-радянської війни | Учасники бойових дій | Інваліди всіх груп і категорій | Люди, які обслуговуються служб. соц. допом. на дому | Неповні сім'ї | Діти з неповних сімей | Багатодітні сім'ї | Діти з багатодітних сімей | Діти-інваліди | Діти-сироти | Одинокі багатодітні матері |
| ------- | ---- | ---------- | ---------------------------------- | -------------------- | ------------------------------ | --------------------------------------------------- | ------------- | --------------------- | ----------------- | ------------------------- | ------------- | ----------- | -------------------------- |
| 479     | 144  | 182        | -                                  | -                    | 45                             | 12                                                  | 7             | 9                     | 18                | 59                        | -             | 3           | 1                          |

## Політика

### Органи влади
Місцеві органи влади до 2020 були представлені Сварицевицькою сільською радою. Відповідно до Розпорядження Кабінету Міністрів України від 12 червня 2020 року № 722-р «Про визначення адміністративних центрів та затвердження територій територіальних громад Рівненської області» увійшло до складу Дубровицької міської громади.

### Вибори
Село входить до виборчого округу № 155. У селі розташована виборча дільниця № 560284. Станом на 2011 рік кількість виборців становила 489 осіб.

## Культура
У селі працює Зеленський сільський клуб на 140 місць. Діє Зеленська публічно-шкільна бібліотека, книжковий фонд якої становлять 7385 книг та яка має 2 місця для читання, 1 особу персоналу, кількість читачів — 500 осіб.

## Релігія
Список конфесійних громад станом на 2011 рік:
| Релігійна громада Свято-Іоанна-Богославська парафія Сарненської єпархії УПЦ | УПЦ (МП) | 27 червня 2000 | 380 | Церква | [ 26 ] |
| — православні.                                                              |          |                |     |        |        |

## Освіта
У селі діє Зеленська загальноосвітня школа І-ІІ ступенів. У 2011 році в ній навчалося 78 учнів (із 120 розрахованих) та викладав 21 учитель.

#### Офіційні дані та нормативно-правові акти
- Паспорт Дубровицького району (станом на 1 січня 2011 року) (doc). Дубровицька районна рада. Архів оригіналу за 10 лютий 2015. Процитовано 16 жовтня 2019.

#### Мапи
- Історичний Атлас України / Гол. ред. Л. Винар; Упорядн.: І. Тесля, Е. Тютько. Українське історичне товариство. — Монреаль; Нью-Йорк; Мюнхен, 1980. — 182 с.